# Сынгряново
Сынгряново (баш. Һеңрән) — деревня в Илишевском районе Башкортостана, входит в состав Кадыровского сельсовета.

## Название
Наименование села происходит от этнонима башкирского племени сынрян.

## История
Село было основано башкирами Сынрянской волости Казанской дороги на собственных вотчинных землях. Известно с 1664 года.

## Население
| 2002 | 2009 | 2010 |
| ---- | ---- | ---- |
| 419  | ↘390 | ↘388 |

Национальный состав
Согласно переписи 2002 года, преобладающая национальность — башкиры (97 %).

## Географическое положение
Расстояние до:
- районного центра (Верхнеяркеево): 30 км,
- центра сельсовета (Кадырово): 9 км,
- ближайшей ж/д станции (Буздяк): 137 км.